# Campionato italiano a squadre di calcio da tavolo 1987-1988

## Risultati

### Ottavi di finale
| Squadra #1                  | Tot. | Squadra #2                | Andata | Ritorno |
| --------------------------- | ---- | ------------------------- | ------ | ------- |
| S.C. Diavoli Milano         | 0-9  | S.C. Granducato Toscana   | 0-4    | 0-5     |
| S.C. Torrazzo Cremona       | 10-0 | S.C. Alarm Trieste        | 5-0ff  | 5-0ff   |
| S.C. Yankees Borgo Vercelli | 10-0 | S.C. Montesacro Alto Roma | 5-0ff  | 5-0ff   |
| S.C. Verona                 | 3-4  | S.C. Bossico Milano       | 3-1    | 0-3     |
| S.C. Sc.A.Fac. Caivano      | 0-10 | A.S.M. Almas Nola         | 0-5    | 0-5     |
| S.C. Stella Rossa Cosenza   | 1-9  | S.C. Mars Palermo         | 1-4    | 0-5     |
| S.C. Don Bosco Bari         | 6-4  | S.C. Adriatico Pescara    | 4-1    | 2-3     |
| S.C. Lambertenghi Roma      | 3-3  | S.C. Salernitana          | 1-1    | 2-2     |

### Quarti di finale
| Squadra #1                  | Tot. | Squadra #2              | Andata | Ritorno |
| --------------------------- | ---- | ----------------------- | ------ | ------- |
| S.C. Yankees Borgo Vercelli | 0-10 | S.C. Granducato Toscana | 0-5ff  | 0-5ff   |
| S.C. Torrazzo Cremona       | 0-9  | S.C. Bossico Milano     | 0-4    | 0-5     |
| S.C. Lambertenghi Roma      | 0-6  | A.S.M. Almas Nola       | 0-3    | 0-3     |
| S.C. Don Bosco Bari         | 5-4  | S.C. Mars Palermo       | 5-0ff  | 0-4     |

### Semifinali
A.S.M. Almas Nola - S.C. Don Bosco Bari 5-0
| Marco Mingrone       | Luigi Arena   | 5-0 |
| Antonio Aloisi       | Vito Armenise | 7-0 |
| Massimiliano Nastasi | Fabio Mitolo  | 3-1 |
| Marco Mingrone       | L. Taurino    | 5-0 |
| Enrico Giustiniani   | Luigi Arena   | 2-0 |

S.C. Granducato Toscana - S.C. Bossico Milano 3-1
| Alessandro Benedetti | Stefano Scagni  | 3-1 |
| Jacopo Festoso       | Dario Passadore | 1-1 |
| Gianluca Grementieri | Fabio Fraccaro  | 5-0 |
| Alessandro Benedetti | Dario Passadore | 5-1 |
| Jacopo Festoso       | Stefano Scagni  | 0-2 |

### Finale
A.S.M. Almas Nola - S.C. Granducato Toscana 4-0
| Mario Baglietto      | Jacopo Festoso       | 2-0 |
| Antonio Aloisi       | Alessandro Benedetti | 2-1 |
| Massimiliano Nastasi | Gianluca Grementieri | 1-1 |
| Mario Baglietto      | Alessandro Benedetti | 2-0 |
| Antonio Aloisi       | Jacopo Festoso       | 2-1 |